# Artur Kapp
Artur Kapp (28 de febrero de 1878 - 14 de enero de 1952) fue un compositor estonio.

## Biografía
Nacido en Suure-Jaani, Estonia, entonces parte de la Gobernación de Livonia, Imperio Ruso, era hijo de Joosep Kapp, quien también era un músico de formación clásica. Kapp comenzó su carrera musical estudiando órgano en el Conservatorio de San Petersburgo como estudiante de Louis Homilius y composición con Nikolái Rimski-Kórsakov en 1891. Kapp se graduó en el Conservatorio en 1900 como compositor y desde 1904 hasta 1920 trabajó como director musical en la ciudad de Astracán, en el sur de Rusia, y luego regresó a Estonia como profesor y director en el TallinConservatorio donde contó entre sus alumnos a futuros compositores estonios notables como Evald Aav, Edgar Arro, Gustav Ernesaks, Helen Tobias-Duesberg, Riho Päts y Enn Võrk. Se le considera, junto con Rudolf Tobias (1873-1918), uno de los fundadores de la música sinfónica de Estonia.
El hijo de Kapp, Eugen (1908-1996), y su sobrino Villem (1913-1964) también se convirtieron en notables compositores, habiendo estudiado en el Conservatorio de Tallin bajo la dirección del mayor Kapp.
Algunas de las obras más perdurables de Kapp son la obertura Don Carlos de 1899 y la cantata Paradiis ja Peri ("Paraíso y Peri") de 1900 , ambas obras a gran escala que destacan el órgano. Es posible que se le recuerde mejor por su oratorio Hiiob ("Job") y Metsateel ("On A Road Through The Woods"), una pieza para voz solista. El trabajo de Kapp es abundante y diverso y cubre muchos géneros clásicos. Escribió cinco sinfonías, cinco conciertos, oberturas, cuatro suites orquestales, además de lo anterior.
Después de la invasión soviética de Estonia durante la Segunda Guerra Mundial ,Kapp se vio obligado a renunciar a su puesto de compositor y se retiró a Suure-Jaani. Allí murió en 1952 a la edad de 73 años. Su carrera profesional abarcó más de cinco décadas. Sus dos últimas obras importantes fueron la obertura "Al partido" (1947), la Sinfonía núm. 4 (dedicada al 30 aniversario de la Liga Juvenil Comunista Soviética, 1948) y la Sinfonía (Cantata-Sinfonía) núm. 5 ( Sinfonía de la paz).
En 1998, se fundó el festival anual Suure-Jaani Music Days para celebrar el legado musical de Artur Kapp, así como el de sus hijos y el también compositor Mart Saar (1882-1963), que también era de la zona. El Festival está organizado por Eesti Kontsert en colaboración con la ciudad de Suure-Jaani y la Sociedad Internacional Artur Kapp. Los lugares para las presentaciones incluyen iglesias luteranas y ortodoxas, el Museo Kapp y el escenario del festival de canciones.